# Cromossomo politênico

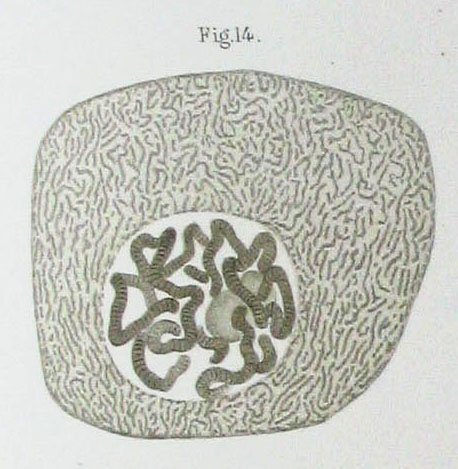
Cromossomos Politênicos na célula de uma glândula salivar de um Chironomus

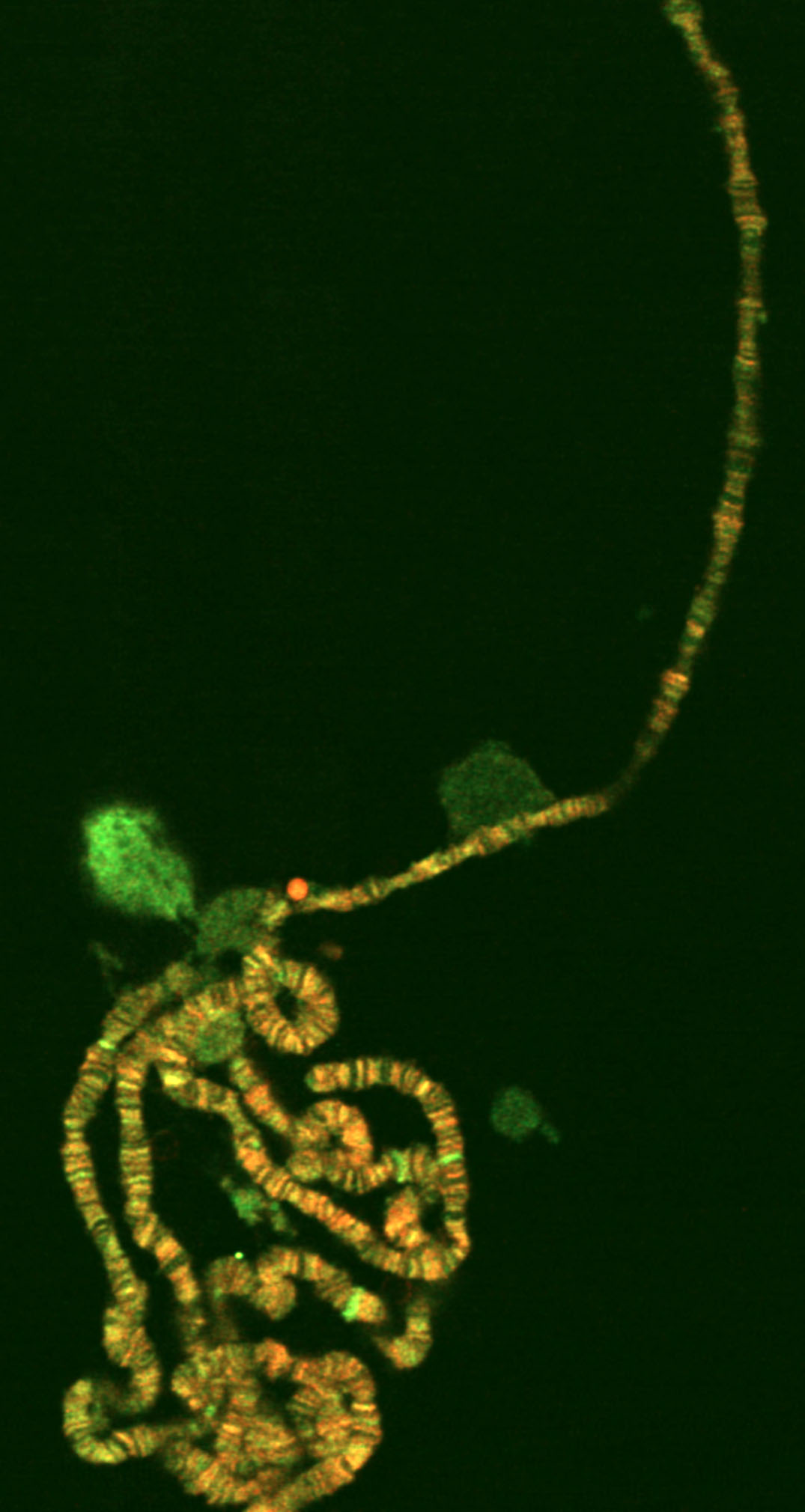
Cromossomo Politênico

Cromossomos politênicos são grandes cromossomos que foram desenvolvidos a partir de padrão de cromossomos e são comumente encontradas nas glândulas salivares de Drosophila melanogaster. Células especializadas submetem-se a repetidas rodadas de replicação do DNA , sem a divisão celular (endomitosis), formando um cromossomo  politênico gigante. Cromossomos politênicos formam-se quando várias rodadas de replicação produzem muitas cromátides irmãs que permanecem fundidas.

## Função
Além de aumentar o volume nuclear das células e causar expansão celular, células politênicas também podem ter uma vantagem metabólica, como ter várias cópias de certos genes, permitindo um alto nível de expressão do gene. Em Drosophila melanogaster, por exemplo, os cromossomos das larvas de glândulas salivares passam por muitas rodadas de endoreduplicação, para produzir grandes quantidades de cola antes da fase de pupa. Outro exemplo, no próprio organismo é a duplicação do tandem de várias bandas politênicas localizadas próximas ao centrômero do cromossomo X, que resulta no fenótipo Bar de olhos em forma de rim.

## Estrutura
Cromossomos politênicos possuem padrões de bandeamento com bandas claras e escuras que podem ser utilizados para identificar os rearranjos cromossômicos e exclusões. Bandas escuras frequentemente correspondem a áreas de cromatina inativa, considerando que a banda clara é normalmente encontrada em áreas com maior atividade transcricional. Os padrões de banda de cromossomos politênicos de Drosophila melanogaster foram esboçados em 1935 por Calvin B. Pontes, em detalhes, que os mapas ainda são amplamente usadas hoje. Os padrões de bandas dos cromossomos são especialmente úteis na investigação, na medida em que fornecem uma excelente visualização da atividade transcricional da cromatina e estrutura geral da cromatina. Por exemplo, os cromossomos politênicos em Drosophila têm sido usados para apoiar a teoria de genômica de equivalência, que afirma que todas as células no corpo mantém o mesmo genoma. Cromossomos "puff" são regiões descondensadas do cromossomo politênico, que são sítios de transcrição de RNA. Um anel Balbiani é um grande cromossomo "puff". Cromossomos politênicos possuem cerca de 200 µm de comprimento. O cromonema destes cromossomos divide, mas não separa. Portanto, eles permanecem juntos para aumentar de tamanho. Outra forma de aumento cromossômico que prevê aumento de transcrição é o cromossomo lampbrush.

## História
Cromossomos politênicos foram originalmente observados nas larvas de glândulas salivares de mosquitos Chironomus por Balbiani em 1881, mas a natureza hereditária dessas estruturas não foi confirmada, até que eles foram estudados em Drosophila melanogaster no início da década de 1930 por Emil Heitz e Hans Bauer. Eles são conhecidos por ocorrerem em tecidos secretores de outros insetos díptera , tais como o  túbulos de Malpighi de Sciara e também em protistas, plantas, mamíferos, ou em células de outros insetos. Alguns dos maiores cromossomos politênicos descritos até o momento (consulte a barra de escala na figura abaixo) ocorrem na glândula salivar larval de células de Chironomid gênero Axarus.
Cromossomos politênicos também são usados para identificar as espécies de larvas de Chironomid que são notoriamente difíceis de identificar. Cada grupo morfologicamente distinto de larvas consiste de um número de espécies morfologicamente idênticas (irmão)  que só podem ser identificadas através da criação de machos adultos, ou por análise citogenética do cromossomo politênico das larvas. Cariótipos são utilizados para confirmar a presença de determinadas espécies, e para o estudo de diversidade genética em espécies com uma ampla gama.

### Outras referências
- Baudisch W (1977). "Balbiani ring pattern and biochemical activities in the salivary gland of Acricotopus lucidus (Chironomidae)". Results Probl Cell Differ 8: 197–212. PMID 335467.
- Bridges CB (1935). "Salivary chromosome maps with a key to the banding of the chromosomes of Drosophila melanogaster". J Heredity 26: 60–64.
- Daneholt B (1992). "The transcribed template and the transcription loop in Balbiani rings". Cell Biol Int Rep 16 (8): 709–715. doi:10.1016/S0309-1651(05)80015-3. PMID 1446347.
- Werle SF, E Klekowski & DG Smith (2004). "Inversion polymorphism in a Connecticut River Axarus species (Diptera: Chironomidae): biometric effects of a triple inversion heterozygote". Can. J. Zool. 82: 118–129. doi:10.1139/z03-227.
- Pavan, C. and Breuer, M. E. (1952). "Polytene chromosomes in different tissues of Rhynchosciara". Journal of Heredity 63: 151–157.
- Pavan, C. (1967). "Chromosomal changes induced by infective agents Triangle". Sandoz J. Med. Sci. 8 (2): 42–48. PMID 5602878.
- Pavan, C., Biesele, J., Riess, R. W. and Wertz, A. V. (1971). "XIII. Changes in the ultrastructure of Rhynchosciara cells infected by Microsporidia". Studies in Genetics VI: 7103.
- Pavan, C., Da Cunha, A. B. and Morsoletto, C. (1971). "Virus-chromosome relationships in cells of Rhynchosciara (Diptera, Sciaridae)". Caryologia 24 (3): 371–389. doi:10.1080/00087114.1971.10796445.